# Медіаполіс (Айова)
Медіаполіс (англ. Mediapolis) — місто (англ. city) в США, в окрузі Де-Мойн штату Айова. Населення — 1688 осіб (2020).

## Географія
Медіаполіс розташований за координатами 41°0′28″ пн. ш. 91°9′49″ зх. д. / 41.00778° пн. ш. 91.16361° зх. д. (41.007888, -91.163744).  За даними Бюро перепису населення США в 2010 році місто мало площу 3,12 км², уся площа — суходіл.

## Демографія
Згідно з переписом 2010 року, у місті мешкало 1560 осіб у 628 домогосподарствах у складі 407 родин. Густота населення становила 500 осіб/км².  Було 680 помешкань (218/км²).
Расовий склад населення:
| - 98,5 % — білих - 0,3 % — чорних або афроамериканців - 0,1 % — корінних американців |

До двох чи більше рас належало 0,8 %. Частка іспаномовних становила 1,0 % від усіх жителів.
За віковим діапазоном населення розподілялося таким чином: 24,0 % — особи молодші 18 років, 56,6 % — особи у віці 18—64 років, 19,4 % — особи у віці 65 років та старші. Медіана віку мешканця становила 41,6 року. На 100 осіб жіночої статі у місті припадало 97,2 чоловіків;  на 100 жінок у віці від 18 років та старших — 89,9 чоловіків також старших 18 років.
Середній дохід на одне домашнє господарство  становив 56 171 долар США (медіана — 50 333), а середній дохід на одну сім'ю — 73 754 долари (медіана — 71 591). Медіана доходів становила 42 857 доларів для чоловіків та 32 875 доларів для жінок. За межею бідності перебувало 8,3 % осіб, у тому числі 10,1 % дітей у віці до 18 років та 5,8 % осіб у віці 65 років та старших.
Цивільне працевлаштоване населення становило 628 осіб. Основні галузі зайнятості: освіта, охорона здоров'я та соціальна допомога — 27,4 %, виробництво — 20,1 %, роздрібна торгівля — 10,2 %, будівництво — 10,2 %.